# María Such
María Such Palomares (Valencia, Comunidad Valenciana, España, 23 de junio de 1990) es una política, abogada, politóloga española.
Militante del Partido Socialista Obrero Español, actualmente es la secretaria general de Juventudes Socialistas de la Ribera del Júcar. Tras figurar en las listas a las Elecciones generales de 2015, logró un escaño, y se convirtió en la diputada más joven del Congreso de los Diputados de esa legislatura.

## Biografía
Nacida el día 23 de junio de 1990, en Cullera. Licenciada en Derecho, Ciencias políticas y Administración pública, también tiene un máster en Abogacía;Título de experta en Derecho de Familia y un Postgrado en Contratación Pública y Compliance.; todo esto por la Universidad de Valencia.
Tras finalizar sus estudios superiores comenzó a trabajar como abogada. Actividad que vuelve a retomar tras su paso por la política institucional.
Entró en el mundo de la política en el año 2004, afiliándose a la organización juvenil Joves Socialistes del País Valencià (JSPV) y en 2015 a Partido Socialista del País Valenciano (PSPV-PSOE).
En 2013 formó parte de la ejecutiva nacional de JSPV .
Un año después en 2014, fue nombrada Secretaria de Organización de los jóvenes socialistas del municipio valenciano de Cullera.
Seguidamente en 2015 fue elegida por unanimidad como Secretaria General de Joves Socialistes de la Ribera del Xúquer, donde tuvo la oportunidad de crear y construir un órgano llamado "Consejo Comarcal", en el cual se reúne con los concejales socialistas menores de 31 años tanto de la Ribera Alta como de la Ribera Baja.
Ocupó el puesto tercero en las listas para Elecciones generales de España de 2015 celebradas el 20 de diciembre, por el  PSOE en Circunscripción electoral de Valencia, logrando su primer escaño en el Congreso de los Diputados.
Tomó posesión el 5 de enero de 2016 en la Mesa de edad, tras la primera sesión parlamentaria siendo la componente más joven del todo el parlamento durante esta XI Legislatura.
Como diputada nacional, ha sido Vocal de la Comisión parlamentaria de Justicia y actualmente pertenece a las Comisiones de Igualdad y de Políticas Integrales de la Discapacidad, así como Portavoz adjunta de la Comisión de Justicia y 
Secretaria Primera de la Comisión para el Estudio del Cambio Climático.
Volvió a ser diputada después de las segundas elecciones en junio de 2016, pero cesó del cargo en agosto de ese mismo año para incorporarse en el govern de la Generalitat Valenciana, presidido por el socialista Ximo Puig, como directora general del Instituto Valenciano de las Mujeres y por la Igualdad de Género, cargo que asumió hasta julio de 2023. Como Directora aprobó el primer Pacto Valenciano Contra la Violencia de Género y Machista en 2017; duplicó los recursos para víctimas de violencia de género y machista, y creó la Xarxa Valenciana de Igualdad, compuesta por más de 200 agentes y promotaras de igualdad por todo el territorio valenciano.
En julio de 2017 fue nombrada Vicesecrataria General de Juventudes Socialistas de España. Y en la actualidad forma parte de la ejecutiva nacional del PSPV-PSOE, a la vez que ejerce como abogada en Triangle Advocacia.